# 荒川街道
荒川街道（あらかわかいどう）は、秋田県仙北郡美郷町と 同県横手市を結ぶ街道。路線は1972年（昭和47年）に秋田県道12号花巻大曲線の一部として認定された。

## 概要
藩政時代、久保田藩領の仙北郡から南部藩領和賀郡へは善知鳥越が利用され、番所が置かれていたが、「仙屋村の内椌村 から国見峠 南部領 太田村江出ル 難所馬足不立」 といわれていた。
明治16年（1883年）、元仙北郡六郷町長 畠山久左衛門が私費二千円余を投じ、六郷町荒川から潟尻を経て笹峠までを開削した事により、岩手県地方との往来が可能となり、馬の背による米の移出をはじめ湯治客が利用した。

## 参考資料
- 「角川日本地名大辞典」編纂委員会『角川日本地名大辞典 5 秋田県』角川書店、1980年。ISBN 4-04-001050-7。